# Jeanne Calment
Jeanne Louise Calment (Arles, 21 de fevereiro de 1875 — Arles, 4 de agosto de 1997) foi uma supercentenária francesa confirmada como a pessoa mais velha já documentada da história, depois de alcançar a idade de 122 anos e 164 dias (em um total de 44 724 dias de vida). Residiu durante toda a sua vida na cidade de Arles, no sul da França, e morreu depois de sua filha e do seu neto. 
Adquiriu popularidade especialmente a partir da idade de 113 anos, quando a comemoração do centenário da visita de Vincent van Gogh a Arles motivou a chegada de jornalistas na região. Seu caso foi registrado no Livro Guinness dos Recordes em 1988. Em 17 de outubro de 1995, tornou-se a pessoa mais velha já conhecida depois de ter superado o caso (atualmente verificado como falso) de Shigechiyo Izumi do Japão. Tornou-se a última pessoa viva documentada nascida em 1875 após a morte da supercentenária americana Lucy Hannah em 21 de março de 1993 aos 117 anos. Tornou-se a última pessoa viva documentada nascida na década de 1870 após a morte da supercentenária japonesa Tane Ikai em 12 de julho de 1995, aos 116 anos. 
Ao total, Calment viveu mais que centenas de supercentenários confirmados e é a única pessoa da história que comprovadamente alcançou as idades de 120, 121 e 122 anos, o que a posiciona como um caso excepcional. No entanto, ao final de 2018, pesquisadores reviveram uma teoria de que sua filha, Yvonne, pode ter assumido sua identidade em 1934. Já outros criticaram essa hipótese com base nas extensivas investigações já feitas acerca da vida de Calment.

## Antecedentes familiares

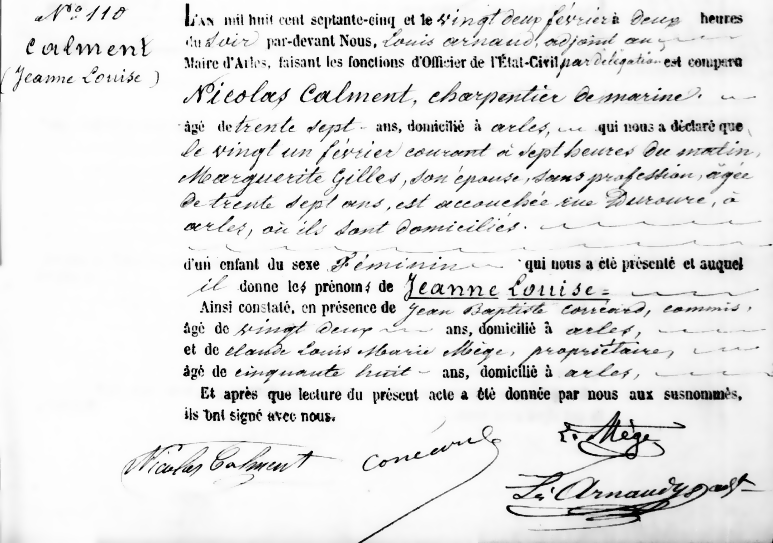
Assento de nascimento de Jeanne

Jeanne Louise Calment (pronúncia francesa: [ʒan lwiz kalmɑ̃]) nasceu em Arles em 1875. Seu pai Nicolas Calment (28 de janeiro de 1838 – 22 de janeiro de 1931), foi um construtor de barcos, e sua mãe, Marguerite Guilles (20 de fevereiro de 1838 – 18 de setembro de 1924), pertencia a uma família de moleiros.
Alguns de seus familiares mais próximos também alcançaram uma idade avançada: seu irmão mais velho, François (25 de abril de 1865 - 1 de dezembro de 1962) viveu até os 97 anos, seu pai até os 92, sua mãe até os 86 e sua tataravó paterna, Marguerite Peyre, viveu até os 94 anos de idade. Jeanne foi a caçula de ao menos quatro filhos, já que o número exato de irmãos é incerto. É sabido que teve um irmão além de François, e também estão registradas mais duas irmãs, Antoine, que morreu aos quatro anos, e Marie, que morreu em seu primeiro ano de vida.

## Vida, matrimônio e descendência

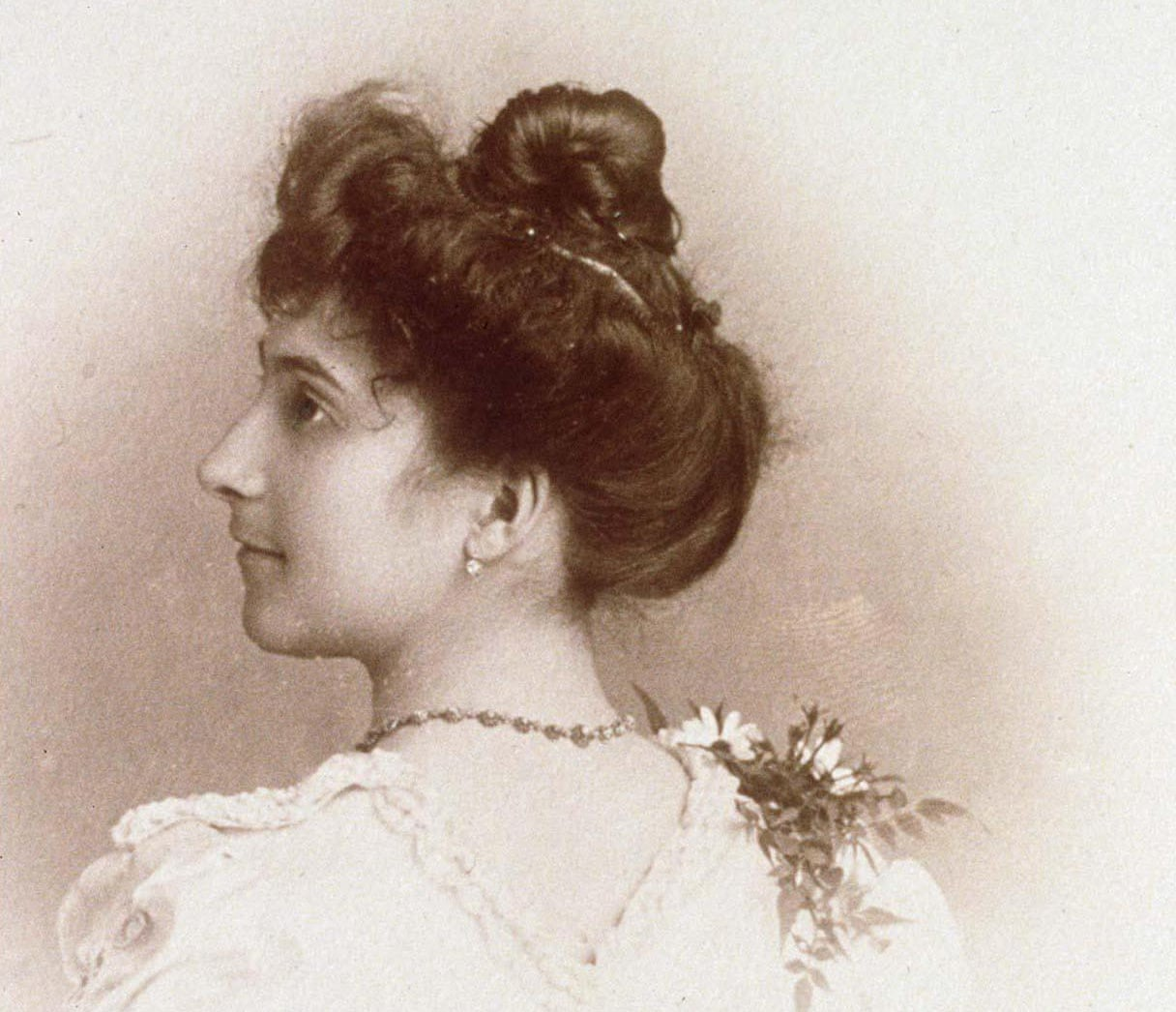
Jeanne Calment com 20 anos, em 1895.

Em 1896, com a idade de 21 anos, casou-se com seu primo de segundo grau Fernand Nicolas Calment, um rico proprietário lojista. Seus avós paternos eram irmãos, daí o mesmo sobrenome, e suas avós paternas também eram irmãs. Sua riqueza possibilitou que Calment levasse uma vida de ócio, praticando algumas atividades como tênis, ciclismo, natação, patinagem, piano e ópera. Seu marido morreu em 1942 com 74 anos, depois de ambos terem comido uma sobremesa de cerejas venenosas, à qual Jeanne sobreviveu. Sua única filha, Yvonne Calment, nasceu em 1898. Posteriormente, Yvonne casou-se com o coronel Joseph Billot, e deu-lhe um neto, Frédéric, nascido em 1926. Entretanto, Calment viveu para ver a morte de Yvonne, que morreu aos 35 anos em 1934 por causa de uma pneumonia, ficando com a guarda do seu neto. Posteriormente, Frédéric se tornou médico e também morreu prematuramente em um acidente automobilístico em 1960.
Em 1965, aos 90 anos e sem herdeiros naturais, Calment firmou um acordo para vender seu antigo apartamento com uma convenção de usufruto vitalício ao advogado André-François Raffray, então com 47 anos, através de um contrato que determinava um pagamento mensal até sua morte. Embora tenha concordado pagar a mensalidade de 2500 francos até que ela morresse, Raffray nunca imaginou que Calment chegaria a viver 122 anos e terminou pagando aproximadamente mais de um milhão de francos, cifra que equivalia ao dobro do valor do apartamento.

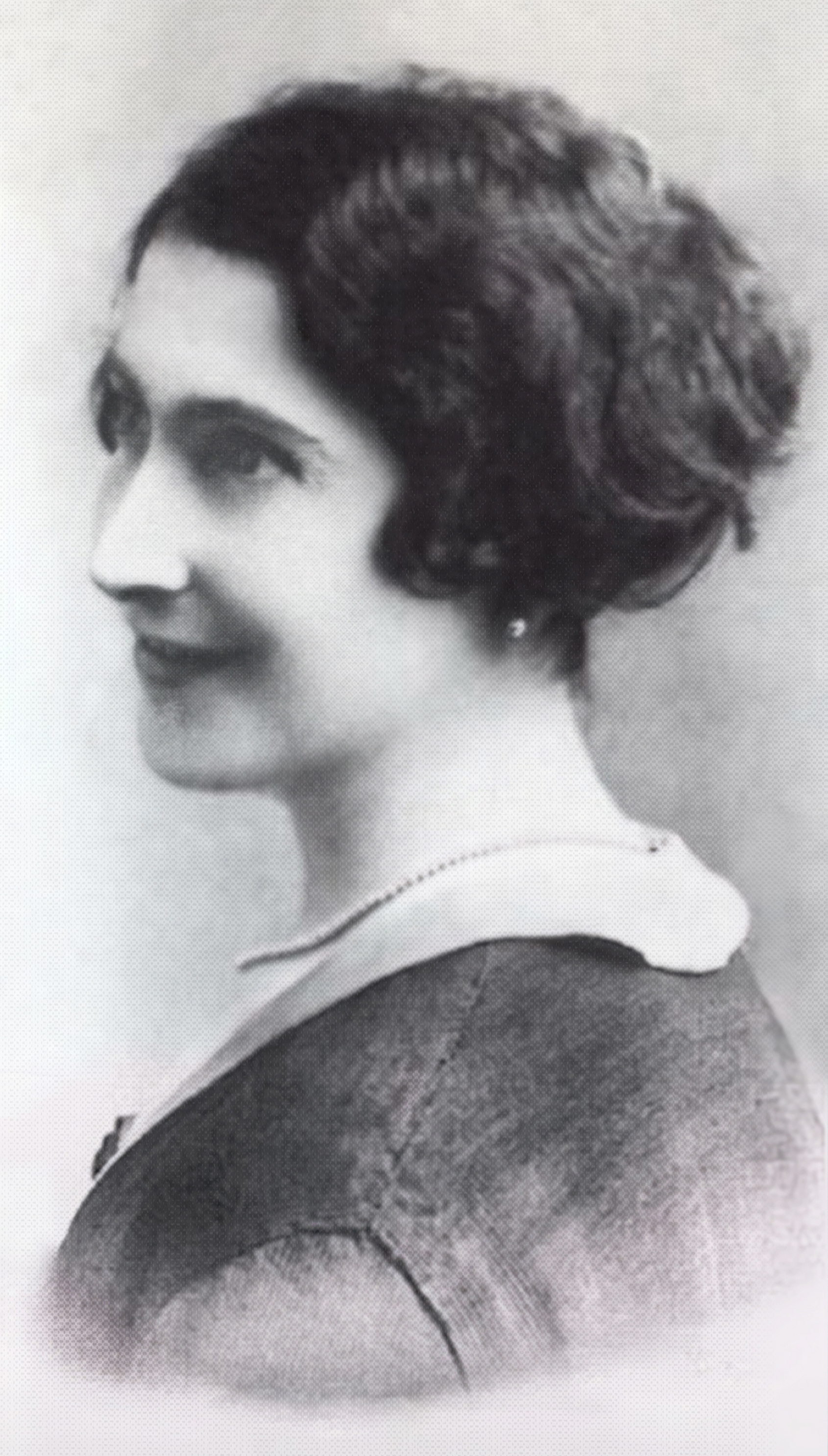
Calment aos 40 anos

Raffray morreu vítima de câncer 30 anos mais tarde em 1995, aos 77 anos, e sua viúva seguiu efetuando o pagamento até a morte de Calment em 4 de agosto de 1997. Durante todos esses anos, Calment dizia brincando que "competia com Matusalém".
Em 1985, a visão de Calment se deteriorou e, enquanto cozinhava, causou um pequeno incêndio em seu apartamento. Depois desse episódio, mudou-se por vontade própria a uma casa de repouso para idosos depois de viver por conta própria por 110 anos. Sua notoriedade internacional aumentou em 1988, quando a comemoração do centenário da estada de Vincent van Gogh em Arles possibilitou ser entrevistada por jornalistas. Comentou que no momento em que havia se encontrado com Van Gogh 100 anos antes, quando era uma menina de apenas 13 anos de idade, o descreveu como "sujo, mal vestido, desagradável, muito feio, descortês e grosseiro". Durante as reportagens, Calment também recordava da venda de lápis de cor para Van Gogh e da construção da torre Eiffel.
Com a idade de 114 anos, apareceu brevemente no filme de 1990 Vincent et moi atuando como ela mesma, o que a torna a pessoa mais velha a ter participado em um filme.
Em 1995 estreou um documentário sobre sua vida, intitulado Beyond 120 years with Jeanne Calment. Em 1996 foi lançado Time's mistress, um CD com quatro faixas com Calment cantando em um tema de rap.

### Eventos históricos presenciados
Por conta de sua vida atravessar o último quartel do século XIX e quase a totalidade do século XX, Jeanne Calment presenciou diversos eventos históricos. Ao longo de sua vida, o seu país natal, França, passou por diversas mudanças de regime, tendo o estado francês as seguintes iterações:
- Terceira República Francesa
- França de Vichy
- França Livre
- Governo Provisório da República Francesa
- Quarta República Francesa
- Quinta República Francesa

Historicamente, Jeanne Calment foi contemporânea dos seguintes eventos históricos ocorridos na França:
- Belle époque
- Primeiro voo do 14-bis por Alberto Santos-Dumont
- Primeira Guerra Mundial
- Grande Depressão
- Segunda Guerra Mundial
- Guerra Fria
- Guerra da Argélia
- Maio de 1968
- Formação da União Europeia

## Morte
Em seu centésimo vigésimo segundo aniversário, em 21 de fevereiro de 1997, foi anunciado que não faria mais aparições públicas já que sua saúde havia deteriorado seriamente. Morreu em 4 de agosto de 1997 as 10h45 CET devido a causas naturais e seus restos foram enterrados no cemitério de Trinquetaille.
Tanto antes como depois da morte de Calment, aconteceram várias reivindicações por parte de outras pessoas que admitiram ter superado sua idade, porém nenhuma foi comprovada (ver alegações de longevidade extrema).

## Recebimentos de títulos
Depois de uma entrevista em 1988 com a idade de 113, Calment recebeu o título da "pessoa viva mais velha do mundo" concedido pelo Livro Guinness dos Recordes. Entretanto, em 1989 o título foi retirado e concedido a Carrie C. White da Flórida que reivindicava ter nascido um ano antes de Calment, embora logo se demonstrou que foi uma reclamação de idade falsa com a investigação de um censo posterior. Com a morte de White, em 14 de fevereiro de 1991, Calment converteu-se na pessoa mais velha do mundo apenas uma semana antes de completar 116 anos. Em 17 de outubro de 1995, quando tinha com 120 anos e 238 dias, passou a ser a pessoa mais velha verificada da história depois de superar Shigechiyo Izumi, do Japão, cuja idade de 120 anos e 237 dias no momento da sua morte em 1986 foi comprovada como falsa depois de investigações realizadas anos depois. Descartados os casos de Izumi e White, Calment foi a segunda pessoa documentada da história até aquele momento a ter alcançado a idade de 115 anos depois de Augusta Holtz. Também é a única pessoa que viveu indiscutivelmente 120 anos, e mais.
Calment tem o recorde de ser a pessoa mais velha durante o maior período de tempo com nove anos e sete meses, a partir da morte de Florence Knapp em 11 de janeiro de 1988 até sua própria morte em 4 de agosto de 1997. Calment também bateu o recorde de longevidade confirmada, a anterior era sustentada por Anna Eliza Williams, que morreu com a idade de 114 anos e 208 dias em 1987, vivendo mais do que ela por quase oito anos. Romper a marca anterior por tanto tempo é em si mesmo outro recorde. Antes de Calment, a única pessoa que superou a marca de longevidade confirmada por mais de um ano foi Delina Filkins, que em 1928 foi a primeira a alcançar os 113 anos. Filkins ultrapassou o recorde de longevidade confirmada por mais de dois anos, muito menos que Clement.
Além de ser a pessoa verificada mais velha da história e a última viva a ter conhecido Vincent van Gogh, Calment foi a última pessoa viva documentada nascida na década de 1870. Depois da sua morte, Marie-Louise Meilleur, então com 116 anos, passou a ser a pessoa viva mais anciã do mundo.

## Saúde e estilo de vida
Calment manteve uma vida bastante ativa para sua idade. Praticou esgrima até os 85 anos e seguiu montando em sua bicicleta até os 100. Deixou de fumar aos 120 depois de ter problemas em guiar os cigarros a boca devido a sua catarata. Desde os 21 anos fumava dois cigarros diários. Viveu por sua própria conta até um pouco antes de completar 110 anos, quando tomou a decisão de se mudar para uma casa de repouso depois de um acidente na cozinha que originou um pequeno incêndio em seu apartamento. Entretanto, Calment estava em boa forma e era capaz de caminhar até que fraturou o fêmur em uma queda com a idade de 114 anos e 11 meses, o que necessitou de uma cirurgia. Depois dessa operação, precisou utilizar uma cadeira de rodas.
Em 1994 pesava 45 kg. Pouco antes de seu aniversário de 116, adoeceu de gripe porém logo conseguiu recuperar-se. A própria Calment atribuiu o segredo da sua longevidade e seu estado de saúde relativamente saudável para sua idade ao azeite de oliva, o qual utilizava em todos os seus alimentos, assim como uma dieta de vinho do porto e um consumo de quase um quilo de chocolate por semana.

## Ceticismo quanto à idade

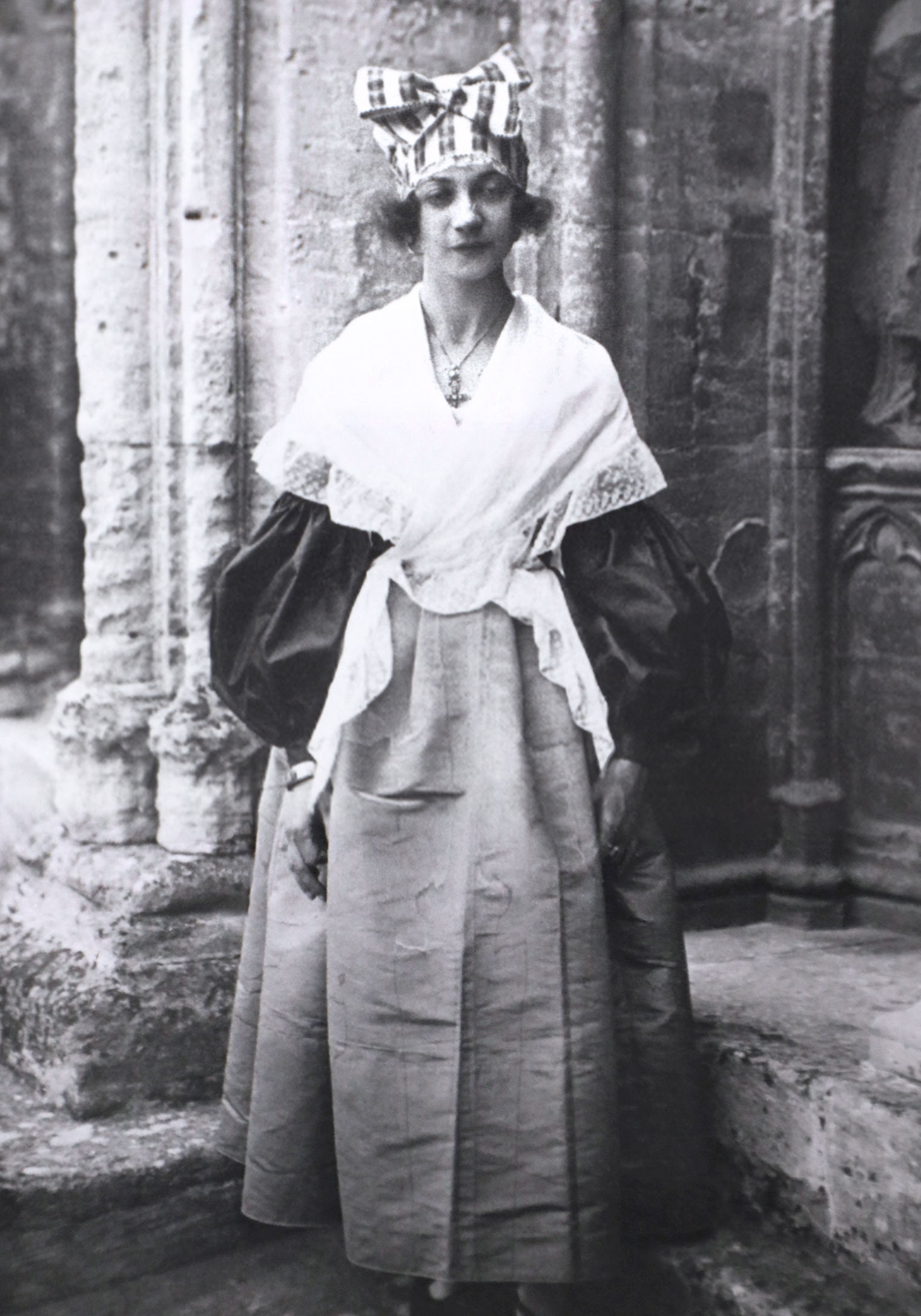
Yvonne Calment, filha de Jeanne, em frente à Igreja de São Trófimo em Arles, data desconhecida. Muitas descrições errôneas desta fotografia identificam a moça retratada como Jeanne aos 22 anos em 1897.

Demógrafos observaram que a idade de Calment é um outlier, pois está vários anos à frente da segunda pessoa mais velha documentada e das outras subsequentes. Natalya Gavrilova e Leonid Gavrilov afirmaram, em 2000, que esta anomalia levanta dúvidas quanto à autenticidade do caso e que as evidências que comprovam sua genuinidade não acabam com essas dúvidas. Em 2001, o gerontologista Tom Kirkwood escreveu: "E se ela for uma fraude? É difícil ver como, a menos que tenha sido a mãe e não a filha que morreu em 1934, com a filha assumindo a identidade da mãe". Um livro de 2007 relata um rumor na indústria francesa de seguro de vida de que um agente parou de investigar o caso de Calment para evitar um escândalo em torno de um ícone nacional. Um relato anônimo diz que um oficial do Ministério de Economia e Finanças da França teria comentado sobre a propriedade vitalícia: "Vamos só dizer que vimos os registros e ignoramos".
Em 2018, o gerontologista russo Valery Novoselov e o matemático Nikolay Zak reviveram a teoria de que, em 1934, a verdadeira Jeanne Calment teria morrido e sua filha Yvonne, nascida em 1898, forjou sua própria morte e assumiu a identidade da mãe. Nesse cenário, Yvonne teria morrido aos 99 anos em 1997, após fingir ser sua mãe por décadas. O motivo sugerido seria para evitar os rigorosos impostos hereditários sobre a propriedade de sua mãe, que poderia ter arruinado as finanças da família, que já eram precárias.  Zak observou que o atestado de óbito de Yvonne foi assinado por uma mulher aos setenta anos que não era nem enfermeira nem médica. Uma revista científica rejeitou o artigo de Zak, assim como o repositório de republicação bioRxiv. Zak publicou-o então no ResearchGate, uma rede social voltada a cientistas e pesquisadores. A teoria atraiu ampla atenção da mídia em 30 de dezembro de 2018, após postagens virais do blogueiro Yuri Deigin, que escreve sobre gerontologia. Em janeiro de 2019, o artigo de Zak foi aceito e publicado pela revista Rejuvenation Research.
O demógrafo belga Michel Poulain afirmou que o artigo de Zak é detalhado e levanta uma boa questão, enquanto Jean-Marie Robine, um validador de Calment, disse que ele havia respondido corretamente a perguntas sobre coisas que sua filha não teria como saber. Robine também descartou a ideia de que os residentes de Arles teriam sido enganados pela troca. Michel Allard, o outro médico que validou o caso de Calment, disse que a equipe considerou a teoria de troca de identidade ainda antes da morte de Jeanne pois ela parecia mais jovem que a filha em fotografias, mas discrepâncias similares são comumente encontradas em famílias com membros centenários. Allard afirmou que a evidência trazida por Novoselov e Zak não pode ser descartada mas que ainda assim é inconclusiva. O jornal The Washington Post, após entrevistar vários especialistas, observou que "estatisticamente improvável não é o mesmo que estatisticamente impossível."
Após uma reunião "bastante tensa" no Instituto Nacional de Estudos Demográficos (INED) em Paris em 23 de janeiro de 2019, especialistas em longevidade da França, Suíça e Bélgica afirmaram que o estudo russo não apresentou provas do cenário de troca de identidade proposto, mas prometeu analisar a questão mais a fundo e considerou que exumação possa ser necessária para acabar de vez com a controvérsia.